# Фурно ле Вал
Фурно ле Вал (фр. Fourneaux-le-Val) насеље је и општина у северној Француској у региону Доња Нормандија, у департману Калвадос која припада префектури Кан.
По подацима из 2011. године у општини је живело 173 становника, а густина насељености је износила 32,1 становника/km². Општина се простире на површини од 5,39 km². Налази се на средњој надморској висини од 180 метара (максималној 241 m, а минималној 122 m).

## Демографија
| 1962. | 1968. | 1975. | 1982. | 1990. | 1999. | 2011. |
| ----- | ----- | ----- | ----- | ----- | ----- | ----- |
| 144   | 149   | 138   | 157   | 183   | 175   | 173   |

График промене броја становника у току последњих година